# Rangoli

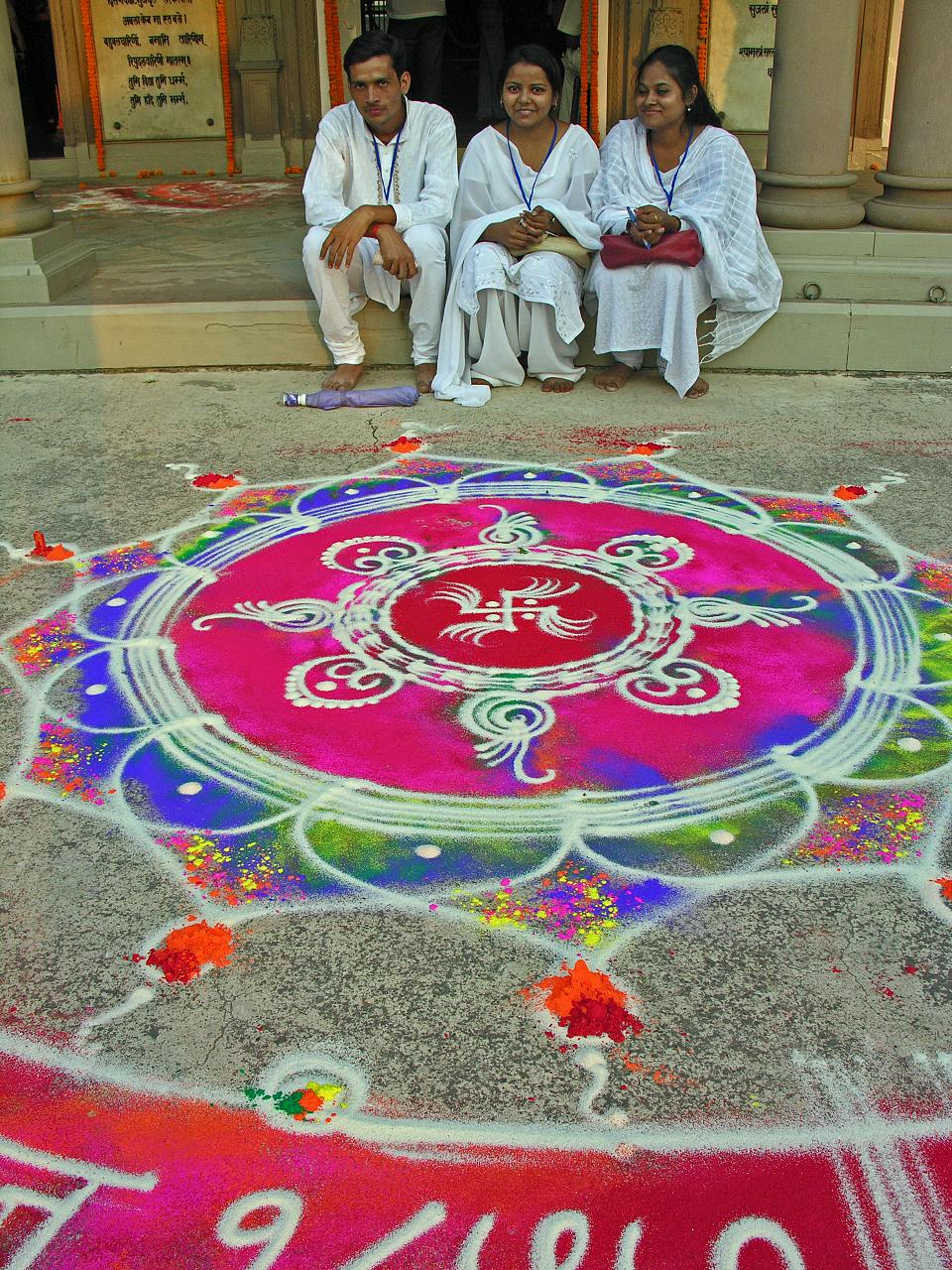
Rangoli multicolor al temple Bharat Mata de Varanasi.

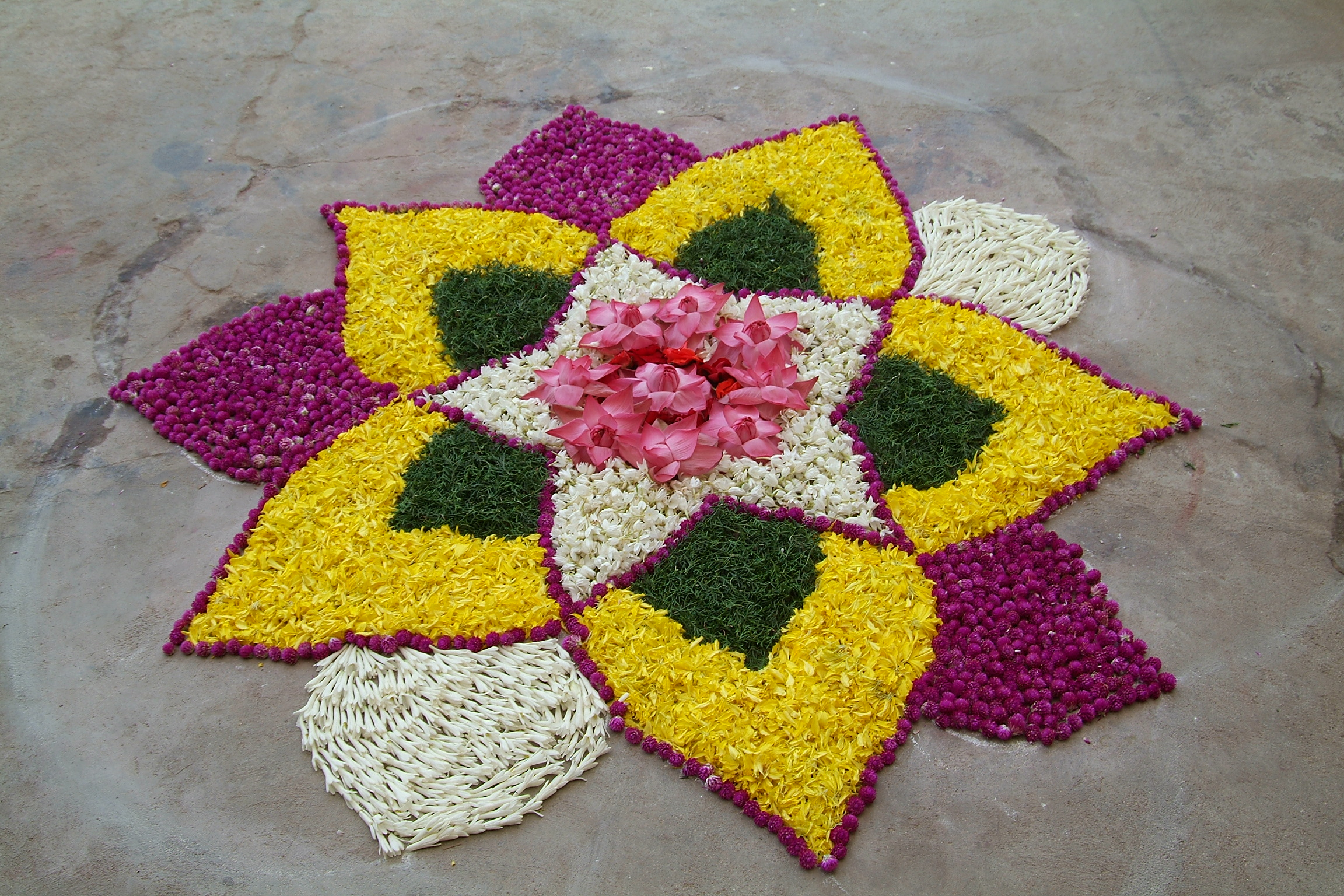
Rangoli de flors a Chennai.

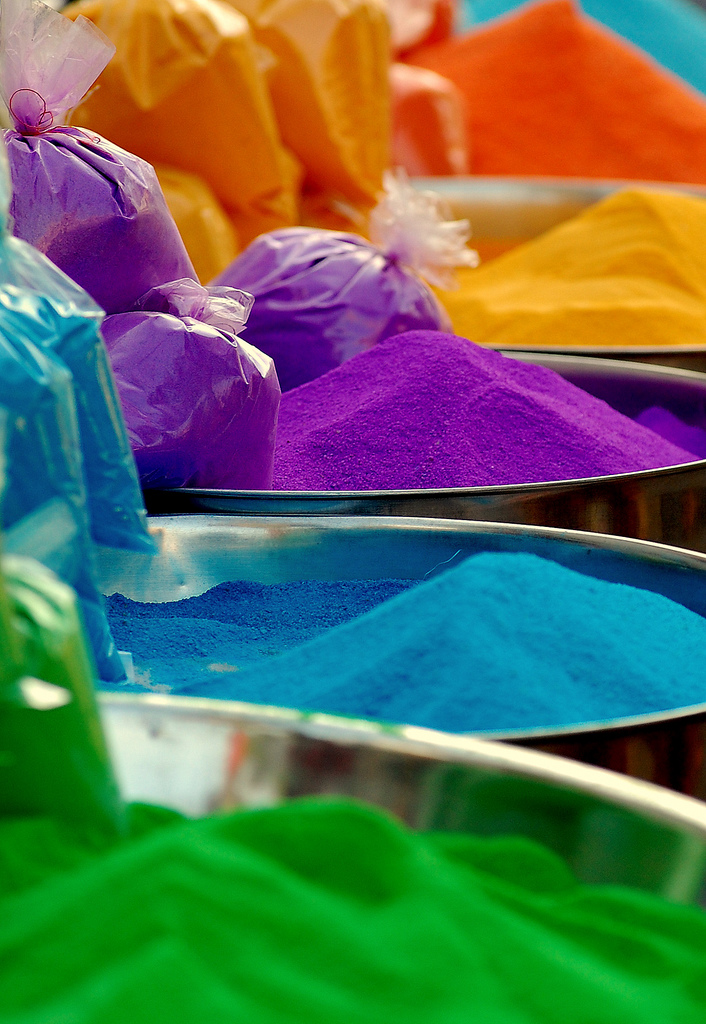
Pigments per fer rangolis.

El rangoli és un tipus d'art popular de l'Índia consistent en la creació de dissenys decoratius a terra especialment durant els festivals hindús.

## Etimologia
Rangoli és un xenisme que prové d'una paraula en sànscrit que vol significar l'expressió creativa de l'art mitjançant els colors.
El nom de rangoli és més freqüent a Maharashtra, mentre que al sud de l'Índia aquest art rep el nom de kolam, mandana o madana al Rajasthan, chowkpurna a l'Índia més septentrional, alpana a Bengala, aripan a Bihar, sathya al Gujarat, etc.

## Descripció
A més de variar el nom segons la regió, també varia el material i els colors amb què es fan els rangolis, els motius que s'hi representen, la finalitat, el lloc i el moment de fer-los.
Els rangolis es fan amb material de colors vius, sobretot de pigments com el sindur i pols de cúrcuma, però també de pètals i flors, arròs o farina assecada i, més recentment, amb pigments sintètics i sorres acolorides de manera natural o sintèticament. El color blanc (pols de marbre) també és bàsic en l'elaboració popular de rangolis.
És molt freqüent que consisteixin en patrons geomètrics molt elaborats i simètrics, però també poden representar déus i deesses, símbols com l'esvàstica, motius florals com la flor de lotus, motius foliars com les fulles de mango, motius fractals, construccions gnomòniques, petjades, ones, rectes, quadrats, triangles, etc.
Els rangolis són creats individualment o en grup, especialment per dones. Cal que el terra estigui prèviament ben net, ja que és on es fan els dibuixos, ja sigui a l'exterior o a l'interior de les llars i dels temples. De vegades es fan a l'entrada de la llar per repel·lir l'entrada a les forces malignes i com a símbol d'hospitalitat per a la resta. Unes altres vegades es fan al costat dels altars fets en honor dels déus. Al Rajasthan també poden fer-se sobre les parets. També poden fer-se tridimensionals, amb volum. La principal manera de crear rangolis és deixar caure el material prèviament agafat amb les mans i amb el control del dit polze.
La finalitat dels rangolis és decorativa i religiosa, especialment en les creences hindús. Pretén atraure la bona sort, honrar els déus i deesses, purificar l'esperit i, en definitiva, simbolitzar la joia i la felicitat. La creació dels rangolis és especialment activa durant el Divali i altres festivitats hindús, així com en casaments, naixements i altres celebracions i esdeveniments familiars i festius.

## Orígens
El rangoli és un art molt antic originari probablement de Maharashtra. Segons un dels tractats d'art més antics de l'Índia, el Chitra Lakshana, hi va haver un rei que va quedar molt trist, igual que tot el seu regne, en morir el fill del principal sacerdot. Tothom hi va oferir les seves pregàries i Brahma, mogut per aquestes, va demanar al rei que pintés a terra una imatge del nen que havia mort. Tot seguit, Brahma li va donar vida i va alliberar el regne de la tristor.